# Xã Iowa, Quận Allamakee, Iowa
Xã Iowa (tiếng Anh: Iowa Township) là một xã thuộc quận Allamakee, tiểu bang Iowa, Hoa Kỳ. Năm 2010, dân số của xã này là 744 người.